# Estación Chufquén
Chufquén es una estación ubicada en la comuna chilena de Traiguén la Región de la Araucanía, que es parte del subramal Quino-Galvarino.
La estación fue suprimida mediante decreto del 22 de abril de 1976, quedando como paradero sin personal.